# Cacopsylla latiforceps
Cacopsylla latiforceps är en insektsart som först beskrevs av Leonard D. Tuthill 1943.  Cacopsylla latiforceps ingår i släktet Cacopsylla och familjen rundbladloppor. Inga underarter finns listade i Catalogue of Life.